# Going Out in Style
Going Out in Style (в пер. с англ. «Пойти стильно развлечься») — седьмой студийный альбом американской кельтик-панк-группы Dropkick Murphys, выпущенный на студии Born & Bred Records 1 марта 2011 года на CD и на виниле. Альбом является самым успешным в дискографии группы, попав на шестое место в американском чарте альбомов (Billboard 200).

## Об альбоме
«Going Out in Style» является концептуальным альбомом. Главный герой текстов песен — персонаж по имени Корнелий Ларкин, являющийся ирландским иммигрантом. На протяжении альбома прослеживается его жизненный путь. В примечании к альбому присутствует некролог Ларкина написанный американско-ирландским активистом против преступности и насилия Майклом Патриком Макдональдом. Один из фронтменов группы Кен Кейси говорит, что история Корнелия Ларкина превратилась в Сагу, которая будет в конечном итоге рассказана на веб-сайте Dropkick Murphys, на которую в конечном итоге может быть когда-нибудь издана книга. «Going Out in Style» сигнализирует начало ещё одной главы в истории Dropkick Murphys.
За тринадцать дней до выпуска альбома, Dropkick Murphys объявили о том, что они будут выкладывать по одной песне каждый день на странице группы на Facebook. 22 февраля 2011 года группа опубликовала на своём официальном сайте песню «Hang ’Em High» и посвятил её Висконсинскому Союзу Трудящихся, которые протестовали против нынешнего бюджетного плана губернатора Висконсина Скотта Уокера. Группа также выпустила ограниченную партию футболок, чтобы собрать деньги для работников Чрезвычайного правового фонда.
В записи альбома с Dropkick Murphys сотрудничали Брюс «Босс» Спрингстин, а также фронтмен группы NOFX Фэт Майк, австралийский музыкант Крис Чени и американский комик Ленни Кларк. О работе со Спрингстином, исполнившим вместе с Кеном Кейси песню «Peg O’ My Heart», последний вспоминает: «Мы пытались показать связь поколений. Мы с Брюсом относимся к разным эпохам, но пересекаемся вместе в смыслах и сюжетах наших песен. И, конечно, ценности у нас те же самые!» Выбранная для записи песня написана в 1913 году и с тех времён исполнялась большим количеством музыкантов. Версия альбома выпущенного на виниловой пластинке отличается от версии на CD отсутствием в песне «Peg O’ My Heart» вокала Спрингстина.
Бонус-трек «Walk Don’t Run» был включен в некоторых версиях альбома, включая японскую версию на CD и версию для iTunes.
Альбом дебютировал на шестой позиции в чарте Billboard 200 и был распродан за первую неделю в количестве 43 000 копий.
На синглы «Going Out in Style» и «Memorial Day» были сняты видеоклипы.

## Список композиций
1. «Hang ’Em High» — 3:59
2. «Going Out in Style» (feat. Фэт Майк, Крис Чени и Ленни Кларк) — 4:08
3. «The Hardest Mile» — 3:26
4. «Cruel» — 4:21
5. «Memorial Day» — 2:59
6. «Climbing a Chair to Bed» — 2:59
7. «Broken Hymns» — 5:03
8. «Deeds Not Words» — 3:41
9. «Take ’Em Down» — 2:11
10. «Sunday Hardcore Matinee» — 2:43
11. «1953» — 4:14
12. «Peg o’ My Heart» (Alfred Bryan and Fred Fisher) (feat. Брюс Спрингстин) — 2:20
13. «The Irish Rover» (Traditional) (feat. Пэт Линч) — 3:39

## Версия для iTunes
1. «Hang ’Em High»
2. «Going Out in Style»
3. «The Hardest Mile»
4. «Cruel»
5. «Memorial Day»
6. «Climbing a Chair to Bed»
7. «Broken Hymns»
8. «Deeds Not Words»
9. «Take ’Em Down»
10. «Sunday Hardcore Matinee»
11. «1953»
12. «Peg o’ My Heart»
13. «Walk Don’t Run»
14. «The Irish Rover»